# Bernard Parmegiani
Bernard Parmegiani, né le 27 octobre 1927 à Paris et mort dans la même ville le 21 novembre 2013, est un compositeur français de musique électroacoustique.
Il a fait partie du groupe de recherches musicales (GRM) de 1960 à 1992.

## Biographie

### Jeunesse
Bernard Parmegiani naît le 27 octobre 1927 dans le 16e arrondissement de Paris,. Il passe son enfance entre deux pianos : celui de sa mère, professeur, et celui de son beau-père, soliste international. 

### Formation
Il apprend la prise de son radiophonique en qualité d'assistant opérateur, puis complète cet enseignement au Service cinématographique des armées. Il devient alors ingénieur du son à la RTF Télévision. Parallèlement, il étudie le mime avec Jacques Lecoq. Cette expérience lui fait prendre conscience du découpage de l'espace par son corps qu'il applique alors dans sa composition musicale : « le découpage de l'espace par le son spatialisé » à l'aide de haut-parleurs.
Alors qu'il réalise ses premiers bidouillages à la Maison des Lettres[Où ?], il rencontre Pierre Schaeffer qui l'entraîne au Studio d'essai et l’encourage à suivre le stage de musique électro-acoustique. À son issue il intègre le groupe de recherches musicales (GRM) dont il devient membre permanent de 1959 à 1992. Tout en participant à la recherche musicale, Parmegiani entreprend une œuvre solitaire de compositeur qui n'aura de cesse d'affiner son instrument : le son. En 1975, il achève le De Natura Sonorum qui deviendra une œuvre de référence pour la musique électro-acoustique, mais aussi pour la jeune génération électro.

### Carrière
Dans les années 1970, l'ère des médias électroniques imaginée par Marshall McLuhan est dans l'air du temps. Parmegiani étend alors ses recherches à l’art vidéo et crée ses propres images. Il réalise L’Œil écoute (1973), L'Écran transparent (WDR, 1976), Jeux d’Artifices (INA, 1979), une façon pour lui de se pencher sur le lien entre l'œil et l'oreille, car « peut-être qu'à trop regarder, l'homme finit par ne plus écouter. Et, l'œil, devenu le promeneur solitaire n'a d'oreille que pour ce qui l'agresse ».
Son catalogue comprend 147 opus : pièces pour concert dont certaines comportent plusieurs versions différentes, théâtre musical, collages sonores, œuvres radiophoniques. Il collabore également avec des chorégraphes. Cette expérience l’incite à créer lui-même des actions musicales où l’apparition du son dans l’espace scénique est l’occasion d’un jeu tour à tour humoristique et dramatique.
Il faut ajouter à cela des musiques de films (courts et longs métrages, cinéma d'animation ou expérimental comme Plus vite (1965) de Peter Foldes, Le Socrate (1968) du peintre Robert Lapoujade ou Le Pas (1975) de Piotr Kamler), des téléfilms, des musiques de scène (danse, théâtre et mime), des génériques de télévision (Le chronomètre de Stade 2), des indicatifs radiophoniques, un sonal d'aéroport. En 1993, il crée Fabriquasons, son studio indépendant. À partir de 1995, Bernard Parmegiani collabore avec l'éditeur Frédéric Leibovitz qui publie de nombreux extraits de ses œuvres chez Cézame Music Agency, dont l'album Questions de Temps (Questions of Time) paru en 2000.
Son nom reste attaché à quelques premières :
- Jazzex (1966) : première œuvre pour bande enregistrée et instrumentistes de jazz en direct ;
- L'instant mobile (1966) : première œuvre du GRM entièrement électronique ;
- Capture Éphémère (1967) : première œuvre composée en quatre pistes ;
- L'Œil écoute : première utilisation musicale du synthétiseur analogique du GRM ;
- Kaléidophone (1978) : première utilisation musicale du magnétophone huit pistes.

Deux œuvres des années 1970 sont à même de résumer sa personnalité créatrice : son De Natura Sonorum, polyptyque encensé par les amateurs de musique sur support, et l'indicatif de l'aéroport Charles-de-Gaulle, trois secondes de sons électroniques qui s'envolent comme un avion. Diffusé in situ, de 1971 à 2005, ce sonal a sans doute battu tous les records d'audience en musique contemporaine.

## Discographie sélective
- 1961 : Alternance
- 1964 : Violostries
- 1966 : Jazzex
- 1967-1968 : L'Instant mobile, Capture éphémère
- 1968 : Pop eclectic
- 1969 : Du pop à l'âne
- 1970 : Pop secret, L'Œil écoute
- 1971 : L'Enfer (d'après la Divine Comédie), La Roue Ferris
- 1972 : Pour En Finir Avec Le Pouvoir d’Orphée II
- 1973 : Et après…
- 1974 : Chants magnétiques
- 1975 : De Natura Sonorum
- 1977 : Dedans-Dehors
- 1980 : L'Écho du miroir
- 1984 : La Création du monde
- 1985-1986 : Exercismes 1 - 2 - 3
- 1987 : Rouge-mort Thanatos
- 1991 : Le Présent composé
- 1992 : Entre-temps
- 1992 : Plain-temps
- 1995 : Génériques potentiels
- 1996 : Sonare
- 2000 : Questions of time (CEZ4021)
- 2002 : La mémoire des sons
- 2004 : Espèces d'espace (d'après Georges Perec)
- 2013 : De Natura Sonorum (Recollection GRM : réédition en double vinyle aux Éditions Mego)

## Récompenses
- 1979 : grand-prix de l'Académie du disque français.
- 1981 : prix de la SACEM.
- 1990 : Victoires de la musique dans la catégorie « création de musique contemporaine de l’année » pour La création du monde.
- 1991 : prix magister, concours internationaux de Bourges.
- 1993 : prix Ars Electronica dans la catégorie « computer music ».
- 2006 : Qwartz Pierre Schaeffer.
- 2008 : grand prix de l'académie Charles-Cros pour le coffret de 12 Cd édité par l'INA/GRM.

## Publications
- Bernard Parmegiani, Philippe Mion, Jean-Jacques Natiez, Jean-Christophe Thomas, L'envers d'une œuvre. De Natura Sonorum, Paris, INA/GRM/Buchet Chastel, 1982.
- Bernard Parmegiani, Portraits Polychromes, Paris, INA/GRM, 2011.